# ミシェル・ノストラダムス師の予言集

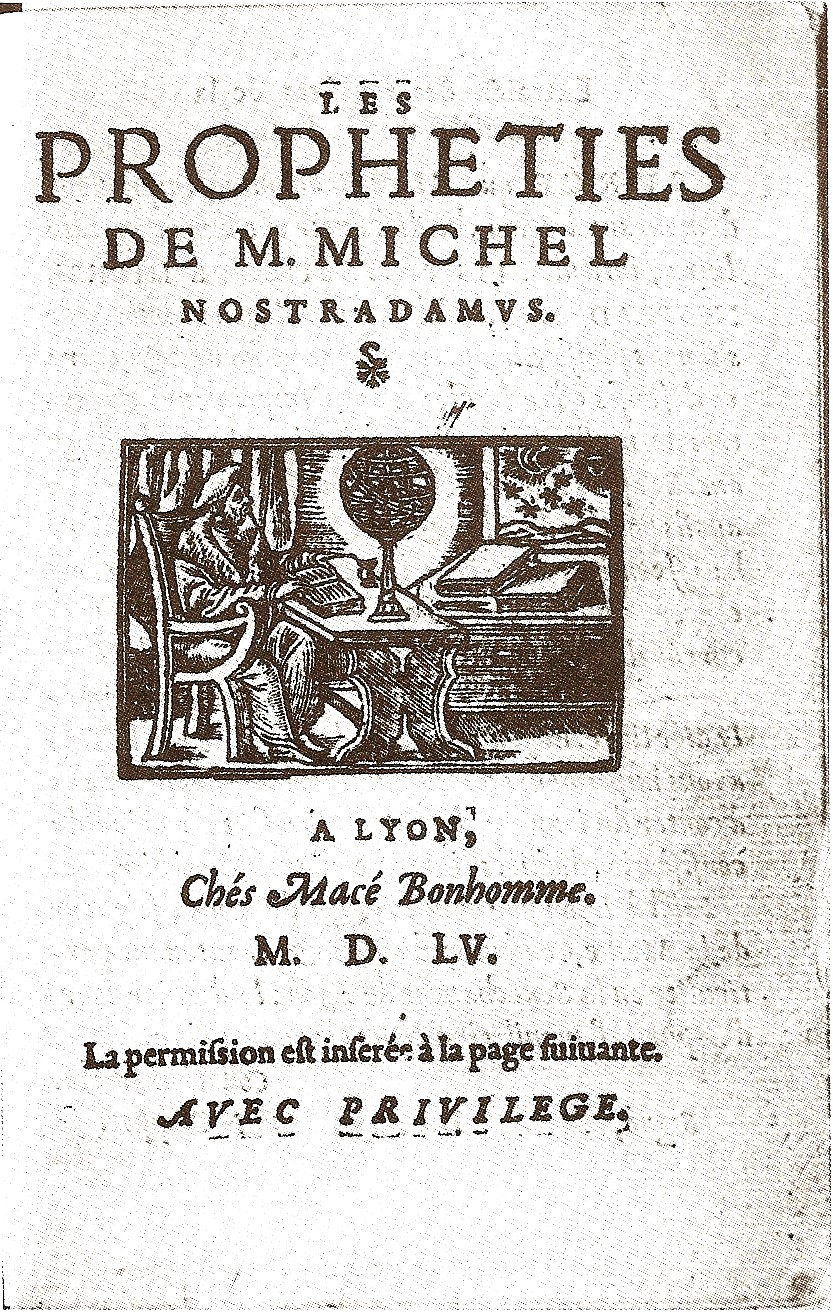
『予言集』の初版

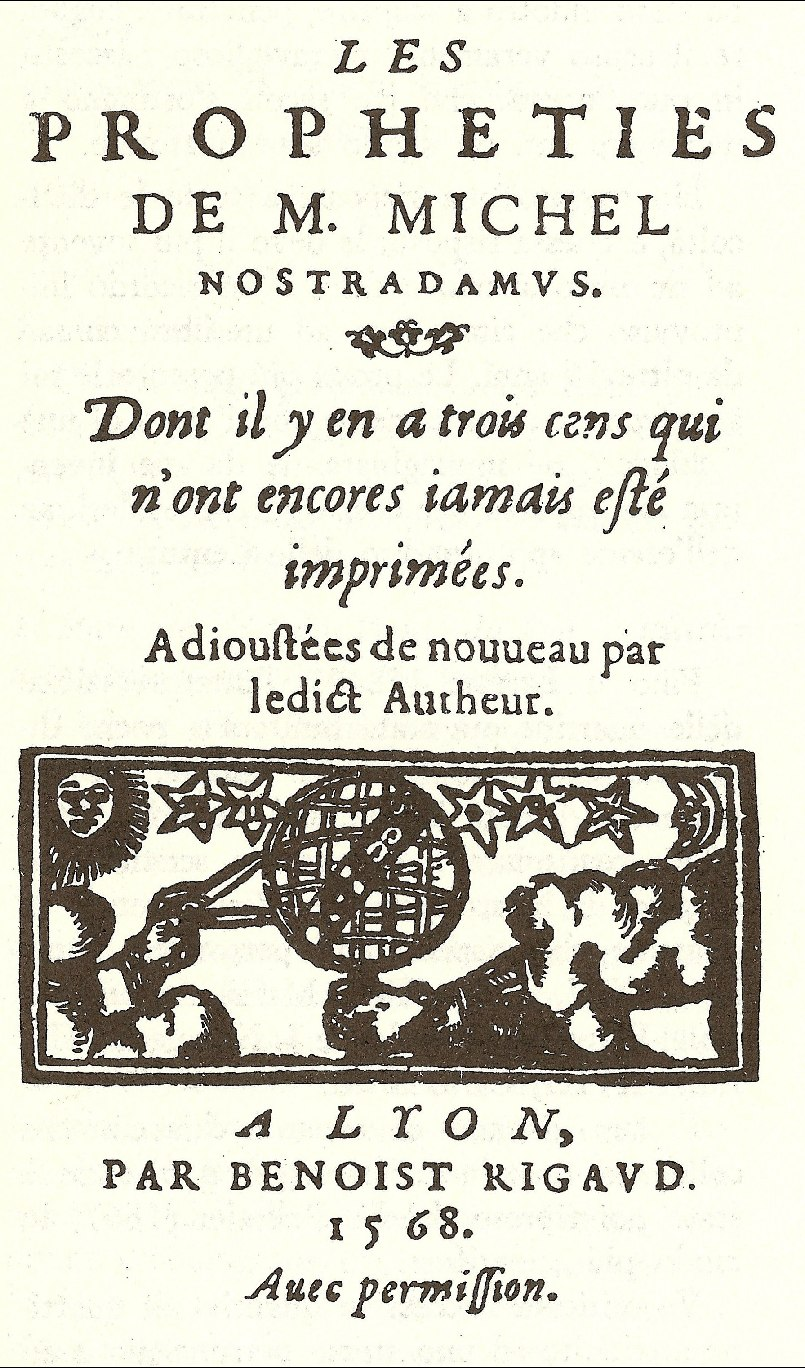
現存最古の完全版

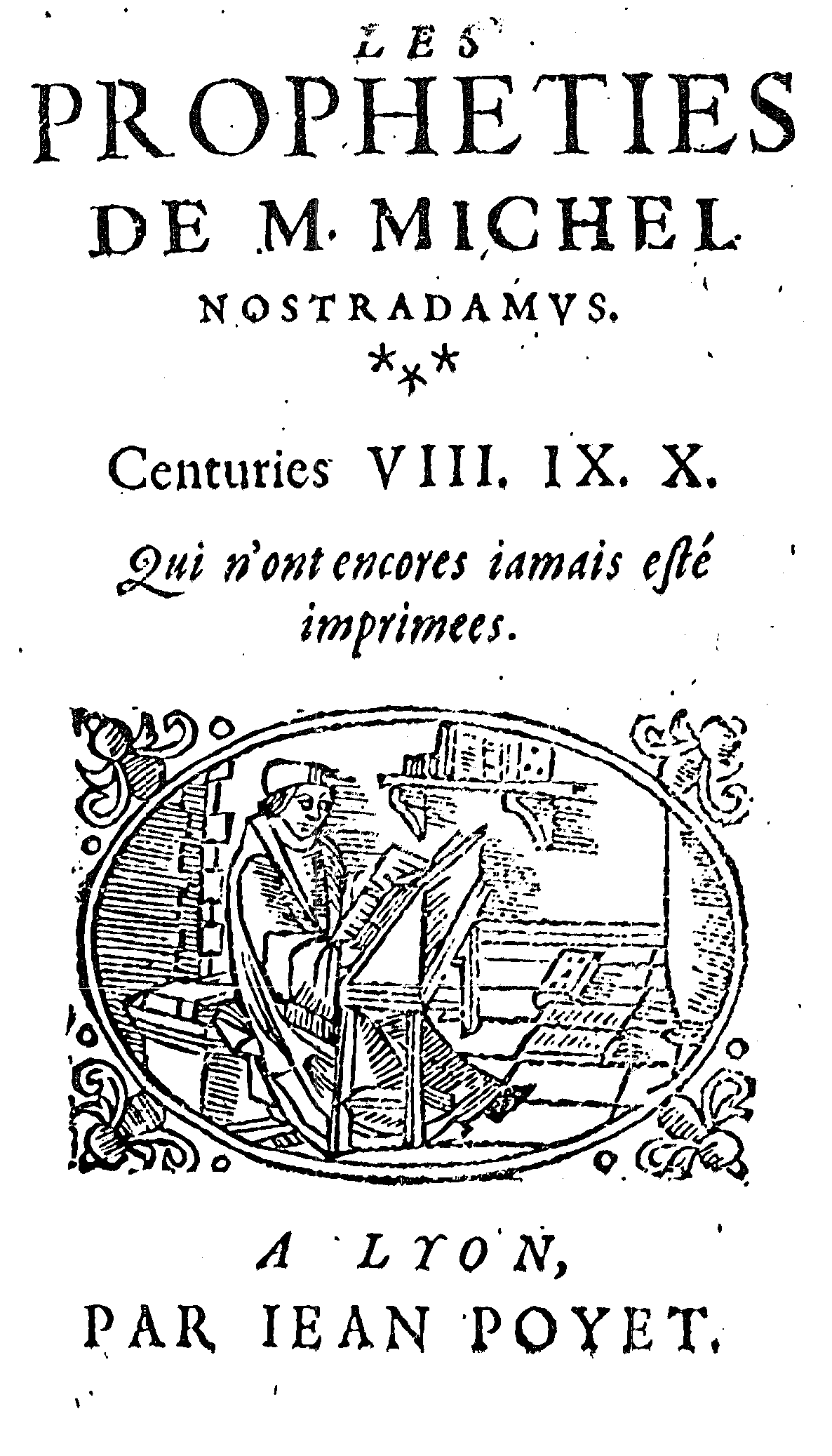
1600年頃の版

『ミシェル・ノストラダムス師の予言集』（ミシェル・ノストラダムスしのよげんしゅう、Les Prophéties de M. Michel Nostradamus）は、フランスの占星術師ノストラダムスの主著である。単に『予言集』(Les Prophéties) と呼ばれることもある（以下、この記事中ではこの略称を用いる）ほか、その本文をなす四行詩集の形式から『百詩篇集』(Les Centuries) と呼ばれることもある（詳細は後述）。また、『諸世紀』と呼ばれることもあるが、後述するようにこの訳語は不適切である。
四行詩集を主体とするこの著作の中には、現在「ノストラダムスの予言」として引用される詩句・散文のほとんどが収められている。
かつてはオカルト関連書としてしか扱われていなかったが、20世紀以降、フランス・ルネサンス期の他の詩作品との関連が検討されるなど、文学作品としての評価・検討の対象にもなっている。

## 概要
『予言集』は、「百詩篇集」と名付けられた四行詩と、散文による2つの序文から成っている。生前に刊行されたのは642篇の四行詩と息子に宛てた序文のみである。死後、さらに国王アンリ2世に宛てた献辞（第二序文）と300篇の四行詩が増補・出版された。死後増補されたものは、ノストラダムスの自筆かどうかについて、現在でもなお様々な議論がある。17世紀になってから、さらに別の四行詩や六行詩などが追補された（追補された素材には、16世紀のうちに登場していたものもある。この点後述を参照のこと）。
ノストラダムスが正しく未来を見通す能力を持っていたとする立場の論者たち（以下「信奉者」）は、「百詩篇集」には16世紀から遠い未来までの出来事が予言されているとして、数百年来、様々に解釈してきた。また、その過程で「的中例」の数々が喧伝され、いわゆるノストラダムス現象のひとつの原動力となってきた。
しかし20世紀以降、彼が基にしたと推測される文献なども次々と明らかになった結果、ルネサンス期にしばしば見られた百科全書的精神に基づく「科学詩」の一種などとして、『予言集』の文学史上の位置づけも考察されるようになっている。

## タイトル

### メインタイトルについて
生前に刊行されていた予言集のメインタイトルは、いずれも『ミシェル・ノストラダムス師の予言集』であった（正式名の分からない、刊行されたかどうかも定かでない版を除く）。日本では一般に五島勉の著書名によって「ノストラダムスの大予言」という言い方が定着しているが、19世紀末までに出された130以上の予言集の古い版の中で「大予言」と訳せるタイトルを持つものは、1588年から1590年に3種出された『ミシェル・ノストラダムス師の驚異の大予言』しかなかった。
予言集のタイトルは、出版地によって異なることがあった。初版を出版した地であるリヨンでは、ほぼ一貫して『ミシェル・ノストラダムス師の予言集』だったが、パリやルーアンなど一部の北仏の都市やフランス以外の都市では、それ以外のタイトルが用いられることもしばしばであった。17世紀末までに出された『予言集』諸版のメインタイトルを、出版地で分類すると次のようになる。
- リヨン（1555年 - 1698年）[注釈 1]、トロワ（1611年頃 - 1628年頃）、カオール（1590年）、メス（1695年）
  - 『ミシェル・ノストラダムス師の予言集』
- マルセイユ
  - 『プロヴァンスのミシェル・ノストラダムス師の予言集』（Les Prophéties de M. Michel Nostradamus Provençal.）- 1643年に2度出版された
- パリ
  - 『ミシェル・ノストラダムス師の予言集』 - 少なくとも1588年から1612年頃に3人の業者がのべ4版を出した。
  - 『ミシェル・ノストラダムス師の新予言集』（Nouvelle Prophéties de M. Michel Nostradamus.）- 1603年と1650年に出された。
  - 『ミシェル・ノストラダムス師の真の百詩篇集と予言集』（Les Vrayes Centuries et Prophéties de Maistre Michel Nostradamus.） - 1668年から1669年に2人の業者がのべ3版を出した。
- アントウェルペン
  - 『ミシェル・ノストラダムス師の驚異の大予言』（Les Grandes et Merveilleuses Prédictions de M. Michel Nostradamus.） - 1590年に出版された。
- ルーアン
  - 『ミシェル・ノストラダムス師の驚異の大予言』- 1588年と1589年に1冊ずつ出された（内容は異なる）。
  - 『ミシェル・ノストラダムス師の百詩篇集と驚異の予言』（Les Centuries et Merveilleuses Prédictions de M. Michel Nostradamus.）- 1611年に出された。
  - 『ミシェル・ノストラダムス師の真の百詩篇集』（Les Vrayes Centuries de Me Michel Nostradamus.）- 1649年に出された。
  - 『ミシェル・ノストラダムス師の真の百詩篇集と予言集』 - 1689年に出され、1691年と1710年に再版された。
- ライデン（1650年）、アムステルダム（1667 - 1668年）、 ケルン（1689年）、ボルドー（1689年） 
  - 『ミシェル・ノストラダムス師の真の百詩篇集と予言集』

### 通称「レ・サンチュリ」について
「レ・サンチュリ」（「百詩篇」「百詩篇集」、内容については後述を参照。この項目でだけ便宜上「レ・サンチュリ」とカナで表記）は現在ではノストラダムスの『予言集』の通称として流布しているが、ノストラダムス自身がそのような通称を用いていた形跡は今のところ見つかっていない。
書誌学者アントワーヌ・デュ・ヴェルディエは、1585年に出版した書誌のなかで、ジャン・ドラがノストラダムスに心酔していたことを記した際に「ノストラダムスのレ・サンチュリの」（des centuries de Nostrdamus）という表現を用いているが、これなどはかなり早い時期の用例である。また、書名として「レ・サンチュリ」を用いた最古の例は、ジャン＝エメ・ド・シャヴィニーの『故ミシェル・ド・ノストラダムス師のレ・サンチュリと占筮に関するボーヌのド・シャヴィニー殿の注釈』（Commentaires du Sr. de Chavigny Beaunois sur les Centuries et Prognostications de feu M. Michel de Nostradamus, Paris, 1596）とみなされている。
なお、『予言集』そのもののタイトルとして「サンチュリ」が用いられた最古の例は、ルーアン高等法院が1611年2月9日に出版販売許可を与えた『ミシェル・ノストラダムス師のレ・サンチュリと驚異の予言』である。また、19世紀末までに出された130種以上の版の中で「サンチュリ」とだけ書かれている（言い換えれば「サンチュリと予言」などの様に補足的な言葉が含まれていない）『予言集』の版は、『ミシェル・ノストラダムス師の真のサンチュリ』（ルーアン、1649年）だけである。

## 構成
19世紀の注釈家アナトール・ル・ペルチエが編纂した『予言集』の校訂版は、3つのセクションに分けられている。便宜上、その3区分に従って構成を紹介すると、以下のようになる。

### 第1セクション
第一序文、百詩篇第1巻1番 - 第7巻42番。1555年にリヨンのマセ・ボノムによって刊行された初版では、百詩篇第4巻53番までが収められていた。この版は1982 - 1983年にアルビ市立図書館とウィーンのオーストリア国立図書館で発見された二冊が現存している。2年後、同じリヨンのアントワーヌ・デュ・ローヌによって百詩篇第7巻42番まで追補された版が刊行された（この版は1996年にユトレヒト大学図書館で現存が確認された）。なお、百詩篇第6巻のみは、99番までの四行詩と全文ラテン語の四行詩1篇から成り立っている。

### 第2セクション

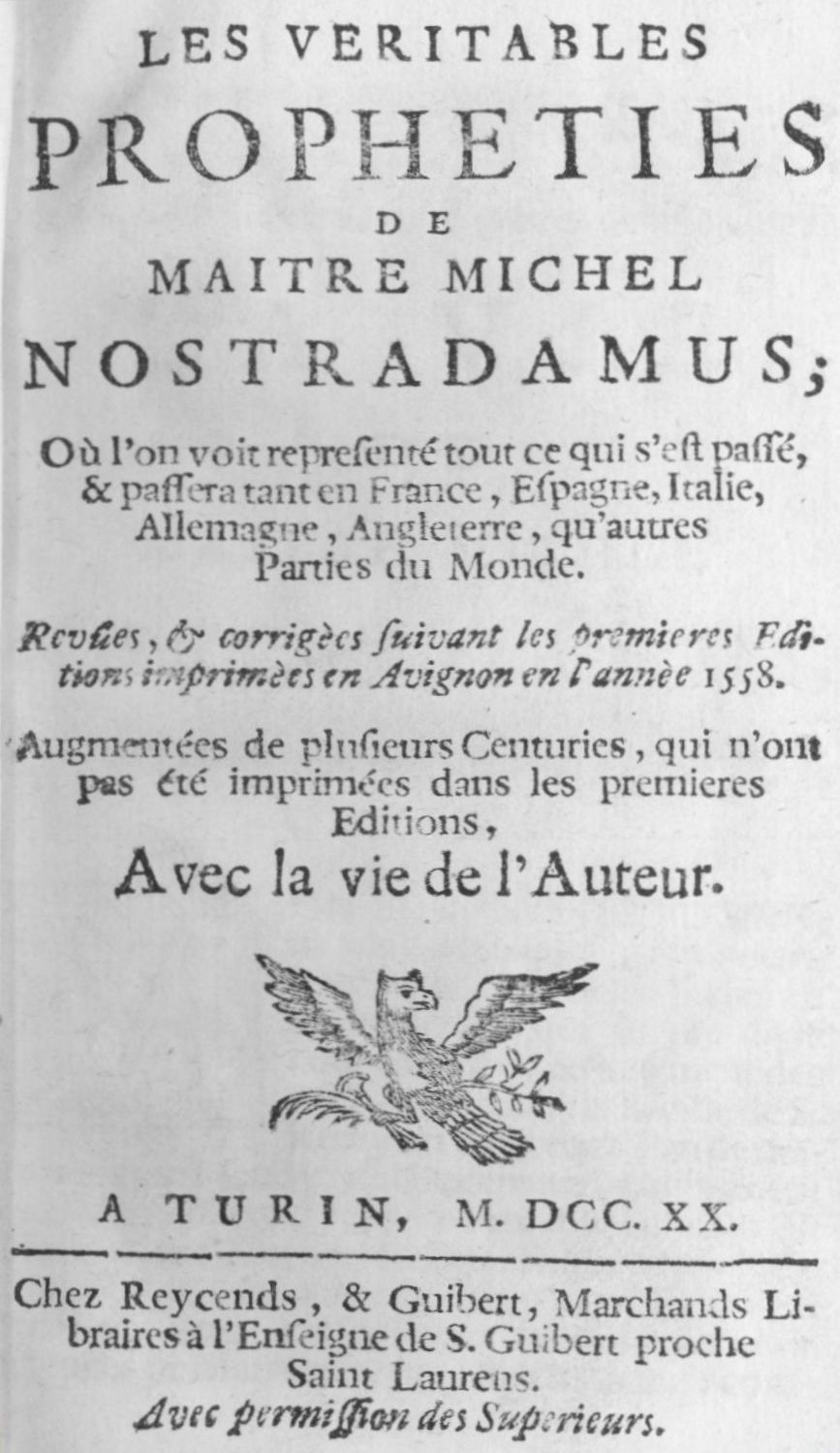
『予言集』（トリノ、1720年）のタイトルページ。1558年版を基にしたと書かれているが真偽は不明。

第二序文、百詩篇第8巻1番 - 第10巻100番。第二セクションの初版は、1558年にリヨンまたはアヴィニョンで出されたという説もあるが、確証はない。現存する最古の版は、1568年にリヨンでブノワ・リゴーが出した版である。この年はノストラダムスの死後2年目に当たるため、第2セクションの信憑性を疑問視する見解もある。
なお、1568年版の『予言集』は、表紙の木版画、花模様、原文などが微妙に異なる複数の版が現存している。

### 第3セクション
百詩篇補遺、予兆詩集、六行詩集。これらのほとんどは1605年版の『予言集』で初めて組み込まれ、その後多くの版にも収録されている。

## 各文書の内容

### 第一序文

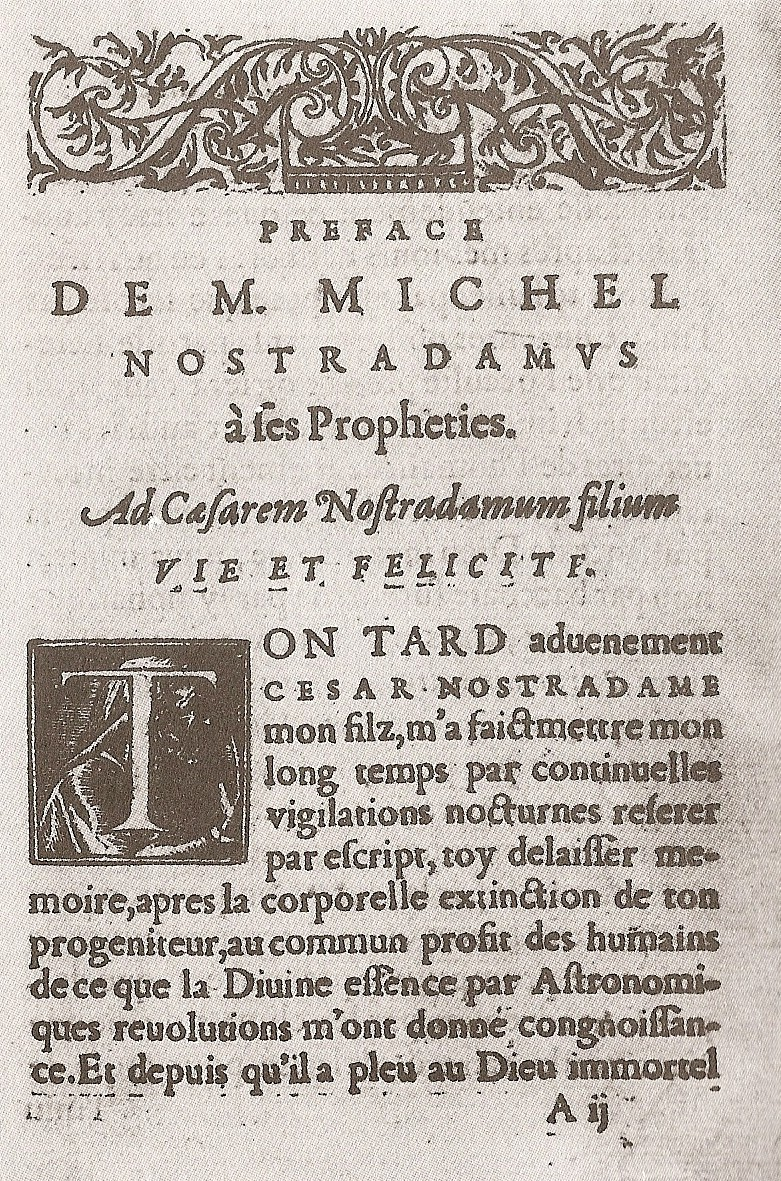
第一序文（リヨン、1555年）

いわゆる「セザールへの手紙」。ノストラダムスが息子セザール・ド・ノートルダム（1553年 - 1630年?）にあてた書簡の形式をとって、自身の世界観や未来観を開陳している。この文書には、クリニトゥスの『栄えある学識について』（1504年）、およびジロラモ・サヴォナローラの『天啓大要』（1498年）から着想を得たと思われる箇所、あるいはそれらをフランス語に訳した上でほぼそのまま借用している箇所などが少なくないと指摘されている。
なお、末尾には1555年3月1日の日付があり、この時点ではセザールは1歳3ヶ月半ほどの赤子に過ぎなかったため、ここで宛名となっている「セザール」は未来においてノストラダムスの予言を正しく解読することになる人物を表している、とする説をとなえる信奉者も少なくない。他方で、ノストラダムスはセザールの年齢と初版の詩篇数（353篇）の合計によって、354年4ヶ月（各惑星が世界を支配する周期、後述）をあらわしたのだ、とする説もある。

### 第二序文

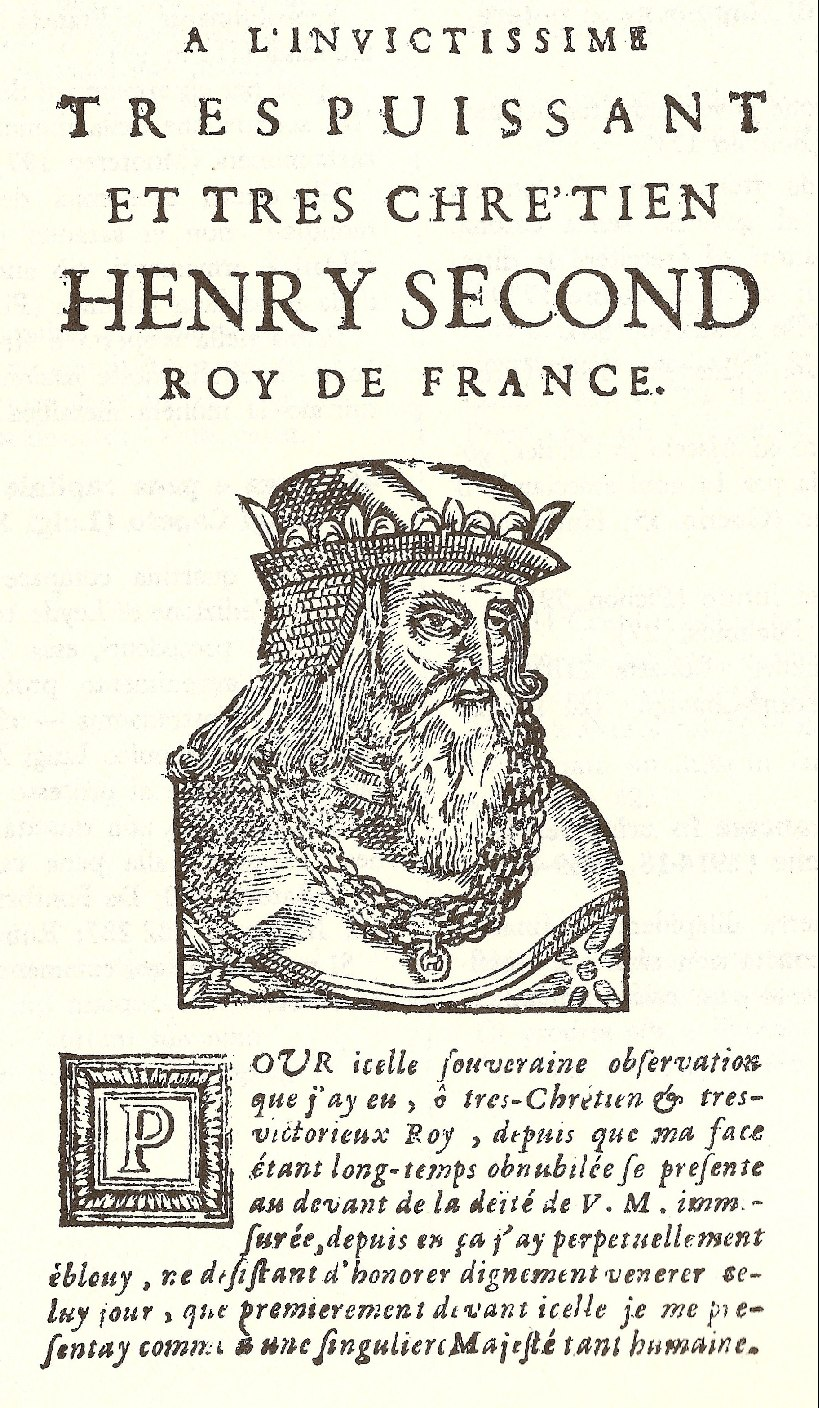
第二序文（ルーアン、1691年）

いわゆる「アンリ2世への手紙」。日付は1558年6月27日となっており、『予言集』の第2セクションが1558年に刊行されていたとする説の一つの根拠にもなっている。
内容は、時のフランス国王アンリ2世に対し『予言集』の第2セクションを献呈する際に添えた書簡の体裁をとって、黙示文学の影響の強い未来の情景を述べるものとなっている。この書簡も信奉者たちによる解釈がさまざまに加えられてきたが、長い上に前後の脈絡をつかみづらい箇所が少なくないため、本来の文脈とは切りはなす形で断片的な節を抜き出して解釈を行う、という形が採られてきた。懐疑主義者のエドガー・レオニなどは、こうした断片的な読み方の不適切さを指摘していた。
宛名の「アンリ2世」は、この書簡の日付の約一年後に横死しているため、この書簡の本当の宛先は、未来に現れる偉大な君主であるとし、「2世」（second）はラテン語の「来るべき」（secundus）の意味とする説も、信奉者の間には見られる。
ノストラダムスは、これ以前にも1556年1月13日付の「アンリ2世への手紙」を公刊している（1557年向けの暦書に収録）。しかし、両者の内容は整合していない（第二序文の内容は、先行する手紙の存在を全く反映していない）。また、第二序文に登場する聖書年代の算定結果が、暦書でのそれと一致していないことも指摘されており、これらを根拠に、第二序文を偽書と疑う研究者もいる。

### 百詩篇集
『予言集』では、四行詩100篇ごとのまとまりを表す言葉としてサンチュリ（(la) Centurie / 複数形 レ・サンチュリ Les Centuries）が用いられている。これは「百集めたもの」の意であるため、『百詩篇（集）』のほか、『詩百篇』『百詩集』などとも訳される。これに対し『諸世紀』は、英訳からの転訳で生じた誤訳である（語源・派生的用例などはケントゥリアも参照）。『予言集』の主要部分であり、しばしば『予言集』そのものが『百詩篇集』（または誤訳の『諸世紀』）と呼ばれるのはそのためである。
多くの解釈が重ねられてきた一方で、フロンドの乱、フランス革命、第二次世界大戦、アメリカ同時多発テロ事件など、歴史上の大事件の際には、それに便乗する形で偽の詩篇が追加されたり、一部の詩句が改竄されたりもした。
内容については、ノストラダムスが何らかの方法で未来の情景を知覚してそれを詩にしたとする説と、彼自身の体験や同時代の事件・風聞、古典文学などに題材をとって書いたとする説に大別できる。1594年のシャヴィニーによる注釈書以来長らく前者の立場が有力だったが、後述するように、特に1990年代以降には後者の立場からの研究も少なからず現れている。この点、ノストラダムス#予言の典拠も参照のこと。

#### 文体
『予言集』の本文に当たる。四行詩を100篇ごとをひとまとまりとした百詩篇の形式をとっており、1行10音綴（デカシラブ）の四行詩である。彼はabab型の交差韻（奇数行と偶数行がそれぞれ韻を踏む）を主体としている。aabb型の平韻やabba型の抱擁韻は百詩篇補遺（後述）などの真偽未詳の詩篇にしばしば見られる。
ノストラダムスは作詩においてラテン語の統語論を念頭においていたとされ、語順どおりに訳せないことがしばしばである。性・数の一致などを手がかりに語と語の関係を注意深く考慮しつつ読む必要があるが、詩によっては性・数の対応関係が変則的な場合があることも指摘されている。
このほか、過去分詞を多用する一方、そこで要請されるはずの存在動詞 être（英語の be 動詞に相当）が多く省略されている。これは時制上の混乱を招くほか、行と行の関連を曖昧にする効果を持つ。また、être に限らず名詞の数に比べて、動詞や前置詞が圧倒的に不足している場合や、動作主や動作の受け手が不明瞭な場合なども多く見られる。
単語レベルで見ると、ラテン語などから借用した造語のほか、既存の単語についても、語頭音消失、語中音消失、語尾音消失といった省略やアナグラムなど、様々な技法が駆使されている。
韻律に関しては、前半律（十音綴の最初の四音綴）のパロクシトン（無強勢のeで終わる韻）では、無強勢の e は続く母音によって発音が省略されるようになっているなど、当時から見ても古風なスタイルであったことが指摘されている。

### 百詩篇補遺
百詩篇補遺 (Les Suppléments aux Centuries)とは、その名の通り、百詩篇集に当初含まれていなかった四行詩のことである。第6巻100番、第7巻43、44、73、80 - 82番、第8巻番外1 - 6番、第10巻番外詩（版によっては「101番」）、第11巻91、97番、第12巻4、24、36、52、55、56、59、62、65、69、71番の計27篇を指すのが標準的である。これ以外にジュール・マザランを陥れるために偽造された詩篇などを含める論者もいる。
第6巻100番と第11・12巻の補遺は1594年にシャヴィニーが公表した。シャヴィニー自身は発表に際してこう述べていた。
彼（＝ノストラダムス）は予言の12の百詩篇を書いた。それは四行詩で簡潔にまとめられたもので、彼はギリシャ語で Propheties と名付けた。そのうち、7巻、11巻、12巻は不完全なものであって、11巻と12巻は長らく閉じ込められ、今なお時の悪意にさらされているが、我々はそれらに門戸を開いた（＝それらを公開した）。
これらの詩篇の真偽については、議論が分かれる。ちなみに、第11巻以降の詩で、シャヴィニーの紹介に含まれていなかったものを紹介する者たちもいるが、それらは疑わしい。たとえば、アメリカの信奉者アーサー・クロケットは、ノストラダムスが晩年を過ごした家の地下室から新発見の四行詩群が発見されたと喧伝しており、日本でもそれを本物であるかのように紹介した文献がいくつも存在しているが、発見時の状況説明の不自然さや、文体・表現の不自然さなどからすれば、偽作であることは明らかとされ、海外の実証的論者も一蹴している。
第7巻73、80 - 82番と第8巻の番外詩は1561年ごろにパリで出された海賊版の『予言集』で初めて登場したと考えられている。第7巻73、80 - 82は1561年向けの予兆詩（後述）を流用したものであることが明らかになっているが、第8巻番外詩は出典不明である。
第10巻番外詩は「1568年版以降に付け加えられた詩」という題で1605年版の『予言集』で初めて登場した。この詩とよく似た句が、1572年にアントワーヌ・クレスパンが出した『国王とサヴォワ公妃に仕える占星術師の予言集』に登場している。他にも、エチエンヌ・タブーロの『雑集』（1588年）などにも、類似の詩篇が収録されている。
第7巻43・44番は、早ければ1610年代、遅くとも1643年までに、リヨンで付け加えられた。政治的な意図を明確に感じさせる内容の上、韻律が他の四行詩と異なっている。刊行年が明記されている最古の版は1627年リヨン版であり、これを初出とする場合、その年のラ・ロッシェル攻囲に関連した偽作の可能性が指摘されている。

### 予兆詩集
予兆詩集（プレザージュ、Les Présages）とは、「暦書」（アルマナ、アルマナック）に掲載されていた四行詩群をまとめたものである。そのため当初『予言集』には収録されていなかったが、1594年にシャヴィニーが解釈のためにそのほとんどを著作の中に引用し、それが1605年版の『予言集』に再録され、以後多くの『予言集』に併録されている。年代順に整理して番号を振ったのは、1605年版の刊行者（名前は不明）である。
141篇から構成されるが、そのうち第2番の四行詩はシャヴィニーによる贋作の可能性が指摘されている。現在では、ベルナール・シュヴィニャールによって復元された14篇を加えた全154篇（従来の141篇から贋作を除いた140篇と復元された14篇）が知られている。

### 六行詩集
六行詩集は、1605年版の『予言集』で初めて登場した。そのときの表題は「この世紀のいずれかの年のための驚くべき予言」（Prédictions Admirables pour les ans courant en ce siècle）であったが、百詩篇や予兆詩と異なり六行詩の形をとっていることから、その詩形に基づき単に「六行詩集」（シザン、Les Sixains / Sizains）と呼ばれることが多い。六行詩58篇からなる文書で1605年版『予言集』において初めて登場した。そこに添えられた献呈文によれば、ノストラダムスの甥に当たるアンリ・ノストラダムスが保管していたものであるという。
しかし、このアンリ・ノストラダムスは存在したことが確認できない。そもそも、15世紀から17世紀に知られているノストラダムス一族にアンリという名の人物がいないとも指摘されている。他方でダニエル・ルソの指摘により、フランス国立図書館にこのオリジナルと思われる六行詩54篇からなるヴァンサン・オカーヌ (Vincent Aucane) またはヴァンサン・オケール (Vincent Aucaire) 名義の草稿があることが知られている。
来歴に疑惑がある点、他のノストラダムスの詩とは文体が違う点、事後予言と思われるものが混じっている点などから偽作とする説が有力で、アメリカのニューエイジ系の作家であるジョン・ホーグのように、信奉者の中にも扱いに慎重な論者が見られる。

## 信奉者による予言集の解釈の歴史
ノストラダムスの生前には、『予言集』よりも暦書のほうが知名度が高かったため、予言集の解釈はほとんど行われていなかった。例外的なケースは、詩人ジャン・ド・ヴォゼルによるものである。彼は、百詩篇第3巻55番がアンリ2世の横死を予言していたと誉めたらしい。
百詩篇第3巻55番
En l'an qu'un oeil en France regnera,
La court sera à un bien facheux trouble:
Le grand de Blois son ami tuera,
Le regne mis en mal & doute double.
フランスに隻眼が君臨するであろう年に
宮廷は非常に悩まされる困難に遭うだろう。
ブロワの大物が友を殺すだろう。
王国は悪くなり、疑念は二倍に。
ノストラダムスは『1562年向けの新たなる占筮』（リヨン、1561年頃）の冒頭に掲げたヴォゼル向けの献辞でこう述べている。
私が「フランスに片目が君臨するであろう時に、そしてその時にブロワの穀粒 （grain） が友を殺すであろう」云々と、そして他にも数えきれないほどの章句を執筆した時の狙い通りに（晦渋に書かれた言葉の）包みを暴き、ただちに（真意を）理解してもらえるかどうかは分かりませんでした。そのことが私と貴兄の間に非常に深い友情を呼び起こしました。
ブランダムールによれば、これはつまりヴォゼルが「大物」（grand ; グラン）を「穀粒」（grain ; グラン）と意図的に読み替え、アンリ2世に致命傷を負わせたロルジュ（Lorges ; 発音が「大麦」l'orge と同じ）と結びつけたことを、ノストラダムスが評価したものらしい。
ノストラダムスの生前に出されていた解釈で確認できるものはこれだけである。ノストラダムス自身は『1559年9月16日に起こる日食の意味』（パリ、1558年頃）の中で「より多くは私の予言集第二巻の解釈で明らかにした通り」と記しており、手稿などの形で解釈書をまとめていた形跡は指摘されているが、現存しない。
1570年になると、その年の7月21日にパリで男児と女児の結合双生児が誕生した際に、宮廷詩人ジャン・ドラがノストラダムスの予言を称えるラテン語詩を書いた。ノストラダムスは百詩篇第2巻45番で両性具有者の誕生を予言しているが、その結合双生児の誕生によって的中したと主張したのである。
この詩はその年の内に出版されたが、そこにはフランス語訳が添えられていた。訳を手がけたのはドラの教え子であり、ノストラダムスの秘書だったこともあるシャヴィニーであった。シャヴィニーはその後1594年に最初の体系的な注釈書を上梓している。

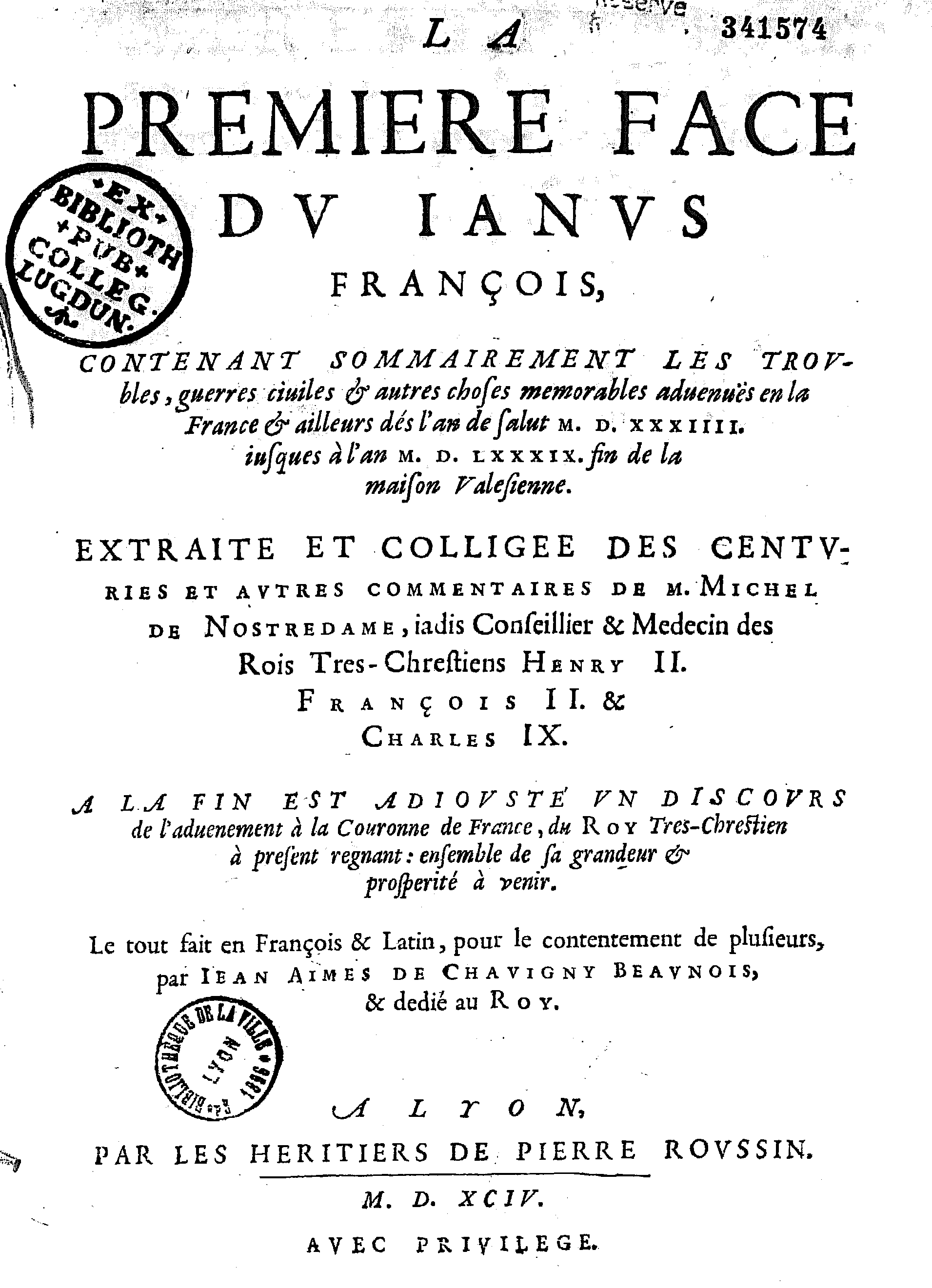
『ヤヌス・フランソワ第一の顔』（1594年）

シャヴィニーの『フランスのヤヌスの第一の顔』（リヨン、1594年）はのべ250篇以上の四行詩を1534年から1589年までの事件に当てはめる形で、解釈を展開したものである。タイトルに双面神ヤヌスの名を関している通り、彼は過去編の「第一の顔」に続き、未来編の「第二の顔」を出版することをほのめかしていたが、結局出版されることはなかった。
ほぼ同じ頃のパリ市民ピエール・ド・レトワルの日記には、ノストラダムスの四行詩の解釈が散見される。また、いくつかの詩篇の解釈を展開したパンフレット類も複数出された。こうした著者不明のパンフレットやジャック・マンゴーらによるマザリナード系の注釈書群を別とすれば、次に注目すべき注釈書は、1656年に出版された『ミシェル・ノストラダムスの真の四行詩集の解明』である。著者はアミアンの医師エチエンヌ・ジョベールとされてきたが、20世紀末以降ジャン・ジフル・ド・レシャクとする説も提示されている。この著書は当時影響力を持ち、1667年や1668年のアムステルダム版のように、この書の解釈の抜粋を冒頭に掲げる『予言集』の版も複数出版された。百詩篇第1巻35番がアンリ2世の死を予言しているという解釈や、百詩篇第9巻18番でアンリ・ド・モンモランシーの処刑が刑吏の名前（最後の行に出てくる「明白な罰」clere peine は、刑吏の名クレルペーヌClerepeyneを表しているという）なども含めて完璧に予言されているといった解釈は、この本で確立されたものである。フランスでは、彼に追随する形でジャック・ド・ジャンやバルタザール・ギノーといった解釈者が現れた。
イギリスでは1672年にテオフィル・ド・ガランシエールによって、最初の外国語訳版の『予言集』が出版された。これに追随するかのように、当時のイギリスでは複数のパンフレット作家が、ノストラダムス予言に関する小冊子を出版した。しかし、これ以降、19世紀末までのイギリスの著作家で100ページを越える注釈書を刊行したのは、D.D.（本名不明、1715年）とチャールズ・ウォード（1891年）のみである。
18世紀はさほど目立ったものではなかったが、19世紀に入ると1806年には元教師のテオドール・ブーイが、第9巻20番はヴァレンヌ事件を予言していたと解釈した。さらに19世紀半ばにはこの世紀の三大解釈者ウジェーヌ・バレスト、アナトール・ル・ペルチエ、アンリ・トルネ＝シャヴィニーが現れた。彼らによって現在の信奉者側の通説的な解釈、たとえば第8巻1番の「ポー、ネー、ロロン」（Pau, Nay, Loron）は「国王ナポロン」（Roy Napaulon ; ナポレオン）のアナグラムだとか、第8巻43番にはセダンの戦いでナポレオン3世が敗れることが予言されているなどは、あらかた整備された（彼らの著書には未来の解釈は余り出てこない）。
20世紀になるとナチスによって出版弾圧を受けたというマックス・ド・フォンブリュヌやエミール・リュイール、ガランシエール以来となる英仏対訳版を手がけたヘンリー・ロバーツ、英語圏のスタンダードな解釈書をものした服飾史家のジェイムズ・レイヴァー、国際的なベストセラー作家になったジャン＝シャルル・ド・フォンブリュヌ、ソビエト連邦の崩壊を的中させたとされるヴライク・イオネスクなど、欧米各国などで数多くの解釈者たちがめいめいの解釈を展開した。

### 解釈手法と内容
現代では、信奉者の解釈手法や内容は、極めて多岐に渡っている。『予言集』で確実に使用されている言語は、フランス語、ラテン語、プロヴァンス語、ギリシャ語、英語、スペイン語だけであるが（最後の2つは稀）、日本人の信奉者には、日本語読みを取り入れた者たちもいる（日本以外でも、ルーマニア出身のイオネスクがルーマニア語を取り入れたケースがある）。
また、ノストラダムスがアナグラムも用いたことはほぼ疑いないが、これを無原則に拡大して、原型を留めない程に自由に文章を組み換えた者たちもいる。逆に、元の構文の発音こそが重要であると主張し、現代の発音の似た名詞に結び付けた者もいる（ただし、これらの作業の大前提となるはずの原文の校訂が顧みられることは、ほとんどない）。
解釈内容も、オーソドックスに世界史的事件と結びつけるものの他、陰謀論的な世界観やSF的な世界観を開陳するもの、あるいは特定の宗教団体の優越性を喧伝するものなど、非常に多彩である。信奉者の解釈は、ノストラダムスに仮託しつつ、自身の願望や信念を語っているのと変わらないとして、ロールシャッハテストになぞらえる者もいる。

## 懐疑的な解釈や実証的な分析の歴史
ノストラダムスの『予言集』に対する最初の批判といえるものは、アントワーヌ・クイヤールのパロディ本『パヴィヨン・レ・ロリ殿の予言集』（パリ、1556年）だった。クイヤールは、1560年にはキリスト教的世界観に従って予言全般を批判している。17世紀になるとピエール・ガッサンディやクロード・フランソワ・メネストリエらが理性的な立場から批判を加えた。

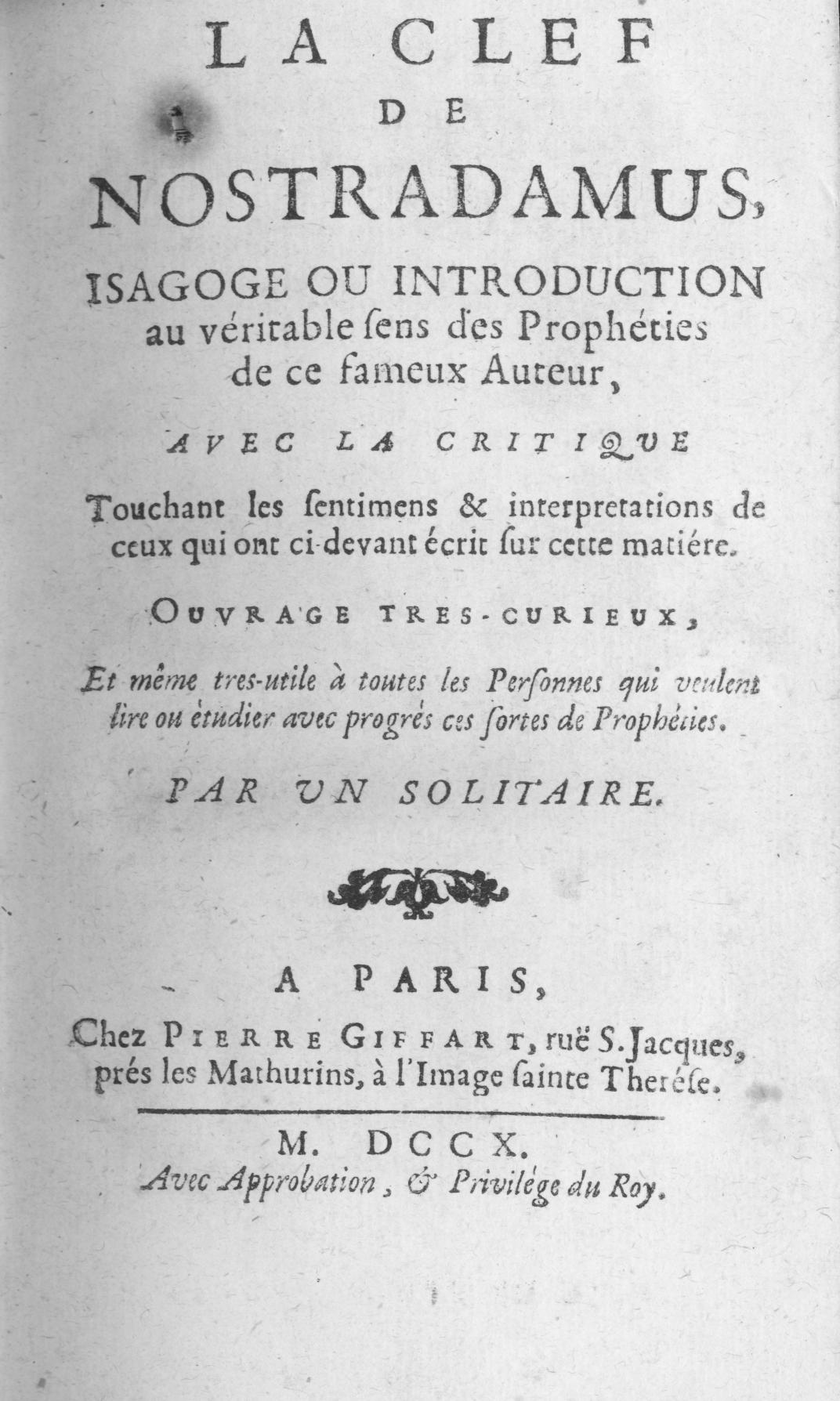
『ノストラダムスの鍵』（1710年）

信奉者ではあったものの、「ルーヴィカンの隠者」ことジャン・ル・ルーも、重要な貢献を行っている。彼は『ノストラダムスの鍵』（1710年）にて、ノストラダムスの文体が、フランシスクス・シルウィウスの著書『雄弁術論』（1528年）を参考にしたラテン語の統語論に則ったものであることを初めて指摘した（『雄弁術論』を実際に参照したかどうかはともかく、ラテン語の統語論を用いたことは現代の実証的な論者たちにも支持されている）。
ノストラダムスの詩の内容それ自体に即して批判を展開したのは、1724年に『メルキュール・ド・フランス』紙に匿名で発表された「ミシェル・ノストラダムスの人物と書き物に関する批判的書簡」である。この中では、ノストラダムスの予言には過去の歴史的事件などを出典としてかかれたものであるとして、20篇以上の詩が解釈されていた。
19世紀になると書誌学者のフランソワ・ビュジェが、200ページを超える大部の論文の中で、アンリ2世の死を予言したとされる百詩篇第1巻35番について、史実と整合していないことに触れている。
20世紀半ばには、ノストラダムスの実証的伝記研究で多くの貢献を行った郷土史家エドガール・ルロワによって、ノストラダムスの詩に、幼いころに過ごしたサン＝レミの情景が織り込まれている可能性が示唆された。
1961年には、エドガー・レオニが大著『ノストラダムス 生涯と文学』をものし、百詩篇全編に注釈をつける中で、過去のスタンダードとされてきた解釈の多くに疑問を投げかけた。例えば、1656年の注釈書で展開された「刑吏の名がクレルペーヌ」という解釈については、現地の古文書館に問い合わせ、実証性に乏しいことを指摘している。また、20世紀の解釈者のなかで有名な解釈に、ヒトラーやフランコが具体的に名指しで予言されているというものがあるが、これらはいずれも地名に過ぎない可能性を指摘した。その後、エヴリット・ブライラー、ルイ・シュロッセらも、16世紀フランスという歴史的文脈において、同時代や過去の事件をモチーフにした可能性を指摘した。
ひとつの転機となったのは、神話学者ジョルジュ・デュメジルの指摘である。彼は『予言集』にティトゥス・リウィウスの『ローマ建国史』から借用されたモチーフがあることを初めて指摘した。これ以降、『予言集』と古代ローマ史の関連については、オタワ大学教授ピエール・ブランダムール、オート＝アルザス大学准教授ジル・ポリジらが、さらに検討を行った。

## 文学的な評価
『予言集』について最初の評価を行ったのは、16世紀の書誌学者であり詩人のアントワーヌ・デュ・ヴェルディエである。彼は1568年版に言及した際にこう酷評した。
四行詩による予言の10巻の百詩篇集は、見るべき意味も韻律も表現もない。
その後、文学的な分析は長らく行われなかったが、20世紀以降、フランス・ルネサンスの文学の中での言及がなされるようになった。
V.-L.ソーニエは『十六世紀フランス文学』のなかでは、文学への神秘学の影響という文脈で簡潔に触れたが、後にモーリス・セーヴの『デリー』の謎めいた奥深さと何らかの対比を行える可能性を示唆した。その後のイヴォンヌ・ベランジェやブランダムールらの研究の蓄積を踏まえた上で、高田勇は『予言集』を科学詩などの類型で捕捉できることを示唆した。
当時の詩人たち、特にプレイヤード派の詩人たちは、優れた詩は神懸かった状態で語られるものであるとし、詩と予言（預言）を近しいものと捉えていた。他方で、詩神の祝福を受けるためには、膨大な知の蓄積が必要とされ、即興的に言葉を紡ぐような姿勢とは全く異なるものであった。いわば後の時代でいう百科全書的精神に基づいて、自然や宇宙について詩をもって語るのである。こうした「科学詩」（学問詩）としては、ロンサール『讃歌集』（1555年）、ポンチュス・ド・チヤール『マンチース、別題占星術による占いの真実を論ず』（1558年）、レミ・ベロー『宝石鐘愛集』（1576年）などを挙げることが出来る。ノストラダムスもまた、自らの知識を背景として世界像を語ったと捉えることが可能である。なお、ノストラダムスは異端審問などを恐れてあのような不明瞭な語り口を採用したと主張されることがままあるが、同様の語り口は当時の科学詩には普通に見られたものである。また、「聖書と占星術に基づいて終末が近いことを語る」としたリシャール・ルーサらは散文で未来を語っており、当時の「予言者」の中で詩を以て語ったのはノストラダムス一人である。
当時の謎めいた詩の代表格といえばセーヴの『デリー』（1544年）、ジョアシャン・デュ・ベレーの『夢』（1557年）などを挙げることができ、既に見たようにこれらと『予言集』の関連性を示唆する見解もあるが、他方でクレマン・マロとの関連も指摘されている。第10巻80番の一行目 "Au regne grand du grand regne regnant"（王国を統べる偉人の偉大な王国にて）に顕著な、音韻を駆使した言葉遊びやアナグラムの多用が、マロにしばしば見られた軽妙な詩文に通じる要素を持つということである。そのほか、ルネサンス期にはメラン・ド・サン＝ジュレらが得意とした、晦渋な寓意を駆使する謎詩が流行していた背景も指摘されている。
また、『予言集』には造語の多さがしばしば指摘されるが、これは当時俗語とされていたフランス語の地位を高めようとした『フランス語の擁護と顕揚』（1549年）に触発された可能性が指摘されている。同時に、ラテン語ではなくあえてフランス語を用いたことは、言葉が変化すれば読まれなくなることを織り込んでいるという点で、『予言集』が決して未来に向けて書かれたのではなく、同時代の知識人に向けて書かれたことを示している。
ノストラダムスの詩が文学的に優れたものかどうかについての評価は定まっておらず、専門家の間でも評価する者と酷評する者とに分かれる。そもそもノストラダムス自身が詩としての完成度よりも「予言を語ること」それ自体に重きを置いていたという指摘や、彼の詩の価値は、その人文主義的なテーマにこそあるとの指摘などもある。

## 予言集のモチーフ
実証的な論者たちによって、『予言集』には次のようなモチーフが存在していることが指摘されている。
本来大衆向けではなかったという点は、『予言集』に顕著に見られる翻案や借用の多さにも関わる。現在では著作権侵害ともとられかねないこれらの行為は、当時はむしろ知識人たちに、自身の知識や正統性を積極的に開示するためのものだった。

### 同時代の文献からの借用や敷衍

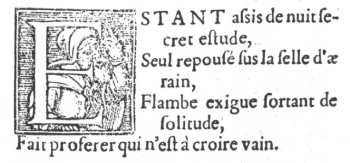
百詩篇第1巻1番（1555年版）。モチーフは『エジプト秘儀論』からの借用であり、アグリッパ『隠秘哲学』（1533年）などから孫引きされたものであるという。

『予言集』には、『ミラビリス・リベル』（1520年頃）や、リシャール・ルーサ『諸時代の状態と変転の書』（1550年）からの借用が散見される。また、以下の例以外にもヴァレンヌ事件を的中させたとされる百詩篇第9巻20番や、第1巻58番、第9巻56番などの数篇が、シャルル・エチエンヌの『フランス街道案内』（1552年）を基に地名を列挙した可能性が指摘されている。

#### 第一序文での例
第一序文7節
現在の出来事の大部分だけでなく、未来の出来事の大部分もまた、何者をも傷つけることがないようにと、私は沈黙し放置したかった。なぜなら体制も党派も宗教も、現在の視点で見れば正反対のものに変化するだろうから。そしてまた、王国の人々や、党派、宗教、信仰の人々が、彼らの聞き及んでいた幻想に到底一致しえないと考えるであろう未来を私が語ったならば、今後数世紀にわたって人々が目撃するであろうものを打ち棄ててしまうのだろう。
これはノストラダムスが未来の政治体制の変化を的確に見通していたとして信奉者たちが評価することがあるくだりだが、実際には『ミラビリス・リベル』に再録されていたジロラモ・サヴォナローラのラテン語の著作『天啓大要』（1497年）を、フランス語に訳して抜粋しただけに過ぎない。サヴォナローラからの抜粋は、これ以外にも多く見られる。

#### 百詩篇第1巻48番
Vingt ans du règne de la Lune passés,
Sept mil ans autre tiendra sa monarchie:
Quand le Soleil prendra ses jours lassés,
Lors accomplit & mine ma prophetie.
月の支配の20年が過ぎた。
7000年、別のものがその体制を保つだろう。
太陽が残された日々を受け取るであろう時に、
私の予言は成就し、終わる。
五島勉がこの「別のもの」こそが人類滅亡を回避させる別の何かだ、という特殊な解釈を（架空の史料による権威付けとともに）展開したため、日本の新宗教の中に自分たちこそが人類を救う「別のもの」だと主張する団体がいくつも現れた。
実証的な立場では、この詩がルーサの『諸時代の状態と変転の書』の史観を下敷きにしたものであることに異論がない。ルーサは、アブラハム・イブン・エズラの説などに基づき、7つの天体（土星、木星、火星、金星、水星、月、太陽）が天地創造以来の時代を順に支配し、各支配期間は354年4か月であるとしていた。この史観では月の3巡目の支配の始まりは天地創造から6732年4ヶ月目となり、これはルーサの想定では西暦1533年に当たるとされた。つまり、ノストラダムスが上の詩を書いた時期（1555年頃）はまさに「月の支配の20年が過ぎた」時期だったのである。2行目以降は、月の支配が7086年8ヶ月目（西暦1887年）まで続いてから太陽の支配に引き継がれ、その支配の終わる時（西暦2242年）に自分の予言も終わる、という意味である。第一序文で自分の予言の範囲を3797年までとしていることと矛盾するが、この点については実証的な立場の論者の間でも明確な統一見解は存在しない。
ルーサの著書から着想を得たとされる詩は、他にも第1巻16番、17番、25番、51番、第6巻2番など、いくつも指摘されている。

#### 百詩篇第6巻のラテン語詩
Legis cantio contra ineptos criticos.
Quos legent hosce versus maturè censunto,
Profanum vulgus, & inscium ne attrestato:
Omnesq; Astrologi, Blenni, Barbari procul sunto,
Qui aliter facit, is ritè sacer esto.
愚かな批評家に対する法の呪文
この詩を読むであろう方々よ。とくと熟考なさい。
俗人、門外漢、無知な者に近づいてはならない。
占星術師、愚者、野蛮人は全て遠ざかっていなさい。
さもなくば儀式に従って呪われるがよい。
この詩は『予言集』の詩の中で唯一全文がラテン語で書かれた四行詩である（タイトルを持つ詩という意味でも唯一である）。百詩篇第6巻は99番までしかなく、100番目にこの詩がおかれている。本来番号はついていなかったが、後に100番とされることもあった。内容は、クリニトゥスの『栄えある学識について』（1504年）に収録された以下のラテン語詩をアレンジしたものであることが明らかになっている。
Legis cautio contra ineptos criticos.
Quoi legent hosce libros, maturè censunto:
Profanum uolgus & inscium, ne attrectato:
Omnesque legulei, blenni, barbari procul sunto:
Qui aliter faxit, is ritè sacer esto.
愚かな批評家に対する法の警句
この書を読むであろう方々よ。とくと熟考なさい。
俗人、門外漢、無知な者に近づいてはならない。
法律屋、愚者、野蛮人は全て遠ざかっていなさい。
さもなくば儀式に従って呪われるがよい。

### 歴史
『予言集』には歴史的な出来事、特に古代ローマへの言及が多いとされる。デュメジルが最初に指摘した卜占官（augur）の儀式に関する詩（第5巻6番、同75番）もそうであるし、第10巻9番の一部「卑しい女性から短靴とあだ名される至上の君主が生まれるだろう」は、ローマ皇帝カリグラを念頭に置いたものであろうとも指摘されている。ノストラダムスにとって、古代ローマ史は自身の現在や未来に直接的に結びつくものと捉えられており、そうした姿勢はジャン・ルメール・ド・ベルジュの『ゴール縁起』（1510年-）や、ロンサールの『フランシアード』にも通じるものがある。

#### 百詩篇第2巻41番
La grand'étoille par sept jours brûlera,
Nuée fera deux soleils apparoir:
Le gros mastin toute nuit hurlera,
Quand grand pontife changera de terroir.
大きな星が7日間燃えるだろう。
雲が二つの太陽を出現させるだろう。
大きなマスチフ犬が夜通し吠えるだろう、
大神官が土地を変えるだろう時に。
この詩は、信奉者たちが近未来における核爆発や天体の異常現象と捉えることがままあったものである。しかし、ここで語られているモチーフは、いずれもユリウス・カエサル暗殺直後について、ユリウス・オブセクエンスが語っていることとほぼ一致している。
オブセクエンスは、その時に「彗星が七日間輝いたこと」「三つの太陽が現れたこと」「最高神祇官のレピドゥスの邸宅の前で犬が吠えたこと」を語っている（レピドゥスはカエサルの死後、彼の邸宅に移った）。なお、太陽が複数現れるというモチーフはプリニウスなども含め古来繰り返し語られていたものであり、その原因を雲に求める言説は、ノストラダムスと同時代のピエール・ボエスチュオーの『驚倒すべき物語』（1560年）などにも見出すことが出来る。

### 同時代の政治情勢
『予言集』には、フランス王家の繁栄を願う詩、オスマン帝国の侵攻を警戒する詩、プロテスタントを非難する詩などが存在している。ノストラダムス本人の信仰姿勢にはなおも議論の余地があるにせよ、少なくとも『予言集』で表明されている言説には、王党派カトリックの姿勢からの民衆教化という姿勢が見られる。

#### 百詩篇第6巻70番
Au chef du monde le grand Chyren sera,
Plus oultre apres aymé, craint, redoubté :
Son bruit & loz les cieulx surpassera,
Et du seul titre victeur fort contenté.
偉大なシランが世界の首領になるだろう。
より遠くへと愛され、恐れ慄かれた後に。
彼の名声と称賛は天を越え行くだろう。
そして勝利者という唯一の称号に強く満足する。
ここに出てくるシラン（Chyren）は将来現れる世界的な独裁者と解釈されることがままあった。
実証的な立場からはノストラダムスの願望を書いた可能性が指摘されている。Chyrenはプロヴァンス語の人名ヘンリク（Henryc）のアナグラムと見ることが出来、フランス語のアンリに対応している。このことは同時代人のローラン・ヴィデルやジャン＝エメ・ド・シャヴィニーによっても指摘されていた。あえてプロヴァンス語を用いた理由については、古い予言にカール大帝（シャルルマーニュ）に並ぶような大君主は、同じようにイニシャルにC (K) を持つとするものがあったからではないかとも推測されている。
2行目の「より遠くへ」（Plus oultre）をシャヴィニーはPLVS OVTREと固有名詞的に書き換えて、カール5世のラテン語の金言（『プルス・ウルトラ』、PLVS VLTRA）をフランス語訳したものとみなしたが、これは現在の実証的な立場からも支持されている。この場合、2行目の訳は「『プルス・ウルトラ』が愛され、恐れ慄かれた後に」となる。
つまりこの詩は、カール5世が雷名を轟かせた後に、勝利を重ねて世界に君臨するのがアンリ（2世）だという内容である。これは実現することはなく、アンリ2世はこの詩が発表されてから2年も経たないうちに世を去った。
シランが出てくる詩以外にも、「三日月」（Selin）が出てくる詩の一部や「エンデュミオン」（後にアルテミスと同一視された月の女神セレネの恋人。この場合、セレネはディアナに対応するものとして捉えられる）が出てくる詩などもアンリ2世の隠喩とされる。アンリ2世は三日月を三つ組み合わせた紋章を使っていた上、愛人ディアーヌを溺愛していたからである。

#### 百詩篇第9巻44番
Migrez, migrez de Geneve trestous,
Saturne d'or en fer se changera,
Le contre RAYPOZ exterminera tous,
Avant l'a ruent le ciel signes fera.
離れよ、皆ジュネーヴから離れよ。
黄金のサトゥルヌスは鉄に変わるだろう。
RAYPOZの反対が全てを滅ぼすだろう。
到来の前に、天が徴を示すだろう。
五島勉が3行目に「全てを滅ぼす」とあることを強調して何度も紹介したため、日本人の解釈者たちには近未来の破局と解釈するものが多く見られた。
歴史的な視点からは、カルヴァン派への警告とする解釈も提示されている。当時のジュネーヴはカルヴァン派の牙城であったからである。「RAYPOZの反対」は綴りをほぼ反対にした人名ゾピュラ (Zopyra) と見なされ、これを銘句に採り入れていたフェリペ2世と理解される。つまり、フェリペ2世によるジュネーヴ侵攻を警告したものと見なせるのである。ただし、そのような事件は実現しなかったので、ラメジャラーなどははっきりと外れた予言と位置付けている。
なお、四行目"l'a ruent"（意味不明）はノストラダムスの死後に出された少なからぬ版では "l'advent" となっており、現在そちらの読み方が通説化しているので、上の訳でもそちらを採用した。
ノストラダムスはこれ以外にもルター派やカルヴァン派への非難、あるいは彼らの崩壊への願望などを詩に織り込んでいる。「レマン湖からの説教が不快にさせるだろう」（第1巻47番）、「ジュネーヴの人々は飢えと渇きで干上がるだろう」（第2巻64番）、「ローザンヌからひどい悪臭が発するだろう」（第8巻10番）などである。

### 同時代の事件や風聞
ノストラダムスは当時の飢餓、洪水（当時は河川の氾濫が頻発し、ノアの箱舟時代の洪水が近いという言説が広まっていた）、地震などの自然災害や、事件、様々な驚異の噂なども詩に織り込んでいたと指摘されている。自然災害の例としては、信奉者たちの解釈では近未来（かつての例では2000年5月など）の大地震とされることがしばしば見られた以下の詩や、1557年9月のニーム周辺でのガルドン川大洪水を描いたとされる第10巻6番などを挙げることが出来る。

#### 百詩篇第10巻67番
Le tremblement si fort au mois de Mai,
Saturne, Caper, Jupiter, Mercure au bœuf:
Venus aussi Cancer, Mars, en Nonnay,
Tombera gresle lors plus grosse qu'un œuf.
五月に非常に強い地震。
土星、磨羯宮、木星、水星、金牛宮に、
金星も同じく、巨蟹宮、火星、ノネーでは、
その時に卵より大きな雹が降るだろう。
ブランダムールによれば、2行目から3行目は、土星が磨羯宮に入り、木星、水星、金星が金牛宮に入り、火星が巨蟹宮に入る星位を表しているのだという。そして彼は、この星位に当てはまる1549年5月4日にモンテリマール一帯を襲った大地震が、この詩のモデルになっていると推測した。ジャン・ペラの手になる当時の年代記には、同じ年の6月15日には、同じ地方でヘイゼルナッツやクルミより大きい雹が降ったと記録されていることも傍証とされる（ノネーは近隣の都市アノネーの語頭音消失）。
ラメジャラーはこれに加えて、コンラドゥス・リュコステネスの『驚異論』（1557年）に書かれている1538年のバーゼル地震の記録も併記している。そこには、チューリヒなどで卵よりも大きい雹が降ったと書かれているからである。

#### 百詩篇第8巻43番
Par le decide de deux choses bastars
Neveu du sang occupera le règne
Dedans lectoyre seront les coups de darts
Neveu par peur pleira l'enseigne.
二つの非嫡出的なるものの没落によって
血統の甥は支配者の座につくだろう。
レクトワルにて槍の攻撃があるだろう。
甥は恐怖により軍旗を畳むであろう。
ナポレオン3世の登位と没落を鮮やかに描いた詩とされ、19世紀の注釈者アナトール・ルペルチエが事前に正しく解釈していたとして知られている詩である。それによると、「二つの非嫡出的なるもの」とは、七月王政と第二共和制を指し、これらが短命であった結果、ナポレオンの甥ナポレオン3世が即位したことを示しているという。ルペルチエは1867年の段階で後半2行の中にナポレオン3世の敗北を読み取ったが、「レクトワル」についてはレクトゥール（Lectoure, ジェール県の地名）の誤記か、「これまで気付かれてこなかった何か」を暗示したものであろうとした。この語は、セダンの戦い（1870年）の20年ほど後になって、チャールズ・ウォードが新解釈を提示した。彼はlectoyreはル・トルセー (Le Torcey) のアナグラムであろうとした。ル・トルセー（トルシー Torcy）とはセダン付近の地名（現在はセダン市内）であり、まさしくセダンの戦いが予言されていたことの証拠だとしたのである。
詩の情景はある程度の一致が見られるものの、現在では、ルペルチエは「甥」が出てくる他の詩もナポレオン3世に結び付けていることなどから、それらの牽強付会ぶりが指摘されている。
実証的な立場からは、この詩はむしろ15世紀末のヴァロワ朝の状況を踏まえたのではないかと指摘されている。1495年と1496年にフランス王妃アンヌが出産した男児はいずれも死産であったため、国王シャルル8世の死後、その義理の兄弟に当たるオルレアン家のルイが王位を引き継ぐことになった。しかし、ルイに都合のよい相次ぐ死産は当時ゴシップの種となり、ルイがアンヌに対し、レクトゥールで薬物入りのオレンジを与えたのだと噂されたのである。

### 生まれ故郷の情景
『予言集』には、生まれ故郷であるサン＝レミの情景や、近隣のゴシエ山、グラヌム遺跡、サン＝ポール＝ド＝モゾル修道院などが織り込まれた詩篇も存在する。そのひとつが、かつてモンゴルフィエ式熱気球の発明を的中させたといわれた次の詩である。

#### 百詩篇第5巻57番
Istra du mont Gaulsier & Aventin,
Qui par le trou aduertira l'armée :
Entre deux rocs sera prins le butin,
De SEXT. mansol faillir la renommee. 
ゴルシエ山とアヴェンティーノから出るだろう。
穴を通じて軍隊に知らせる者が。
2つの岩の間で戦利品が取られるだろう。
セクストゥスの霊廟の名声は衰える。
冒頭のmont Gaulsier が版によってはmont Gaulfier と綴られていたことからモンゴルフィエ兄弟と結び付けられていた。しかし、郷土史家のエドガール・ルロワの指摘をジェームズ・ランディが実地調査で追認したことにより、ゴルシエはゴシエ（Gaussier）の古い綴りのひとつ、穴は一帯を一望できる山腹の穴で、セクストゥスの霊廟はグラヌムの死者記念塔を指していることはほぼ疑いないものとなっている。
具体的に地名が挙げられている詩のほかにも、ルロワは、第5巻1番などで描写されている戦いの情景が、グラヌムのレリーフの図像を下敷きにしている可能性を示した。

### その他の有名な詩篇
以下では、読みが確定していないため上記の分類になじまないものであるが、ノストラダムスの詩のなかで特に有名な2つの詩について触れておく。

#### 百詩篇第1巻35番
Le lion jeune le vieux surmontera,
En champ bellique par sigulier duelle:
Dans cage d'or les yeux lui crèvera:
Deux classes une, puis mourir, mort cruelle.
若きライオンは老いたるに打ち勝つだろう、
一騎討ちによる戦いの野で。
黄金のカゴの中の両目を、「彼」は引き裂くであろう。
二艦隊の一方、そして死す、酷き死。
信奉者の著書では必ずといってよいほどに紹介されている有名な詩篇である。彼らは、フランス王アンリ2世の横死と解釈している。1559年6月30日に、アンリ2世は妹マルグリットと娘エリザベートがそれぞれ結婚することを祝う宴の一環として開催された馬上槍試合に出場した。そこで彼は、対戦相手のモンゴムリ伯爵の槍で片目を貫かれるというハプニングに見舞われ、その傷が原因で7月10日に絶命した。この詩はその様子を描いたものだという（「カゴ」は兜の比喩だと解釈される）。
この詩については、1863年に書誌学者フランソワ・ビュジェが一語ずつ史実と文脈との整合性を丁寧に検証した上で反論している。
ビュジェはまず、国王も伯爵も公式の銘句等で「ライオン」と呼ばれたことがなく、年齢差は「若い」「老いた」と対比できるほどではないと指摘している（アンリ2世は当時40歳で年齢差は7歳もしくは11歳）。また、勝敗がつかなかった事故に「打ち勝つ」を使っていることや「戦場」の比喩も文脈上不適切であるとする。さらに、アンリ2世の兜は金でなかったことや貫かれたのは右目だけだったこと、艦隊は「（陸の）軍隊」とも訳せるがどちらも無関係だったことなどを挙げ、詩の情景が史実にほとんど適合していないことを示した。
現代の実証的な研究では、この詩で描かれているのは空中に浮かんだ幻像なのではないかと指摘されている（当時は空中を行進する軍隊を見たとか、何もいないのに空から合戦の音が聞こえた等の「驚異」が多く噂に上っていた）。実際、リュコステネスは、1547年のスイスで空中での軍隊の合戦の幻が目撃された際に、その幻の下には二頭のライオンが争う幻も目撃されたことを記録している。また、実在の人物になぞらえているのならば、むしろ若い方はアンリ2世、老いた方はカール5世を想定していたのではないか、とも指摘されている。

#### 百詩篇第10巻72番
L'an mil neuf cens nonante neuf sept mois
Du ciel viendra un grand Roi deffraieur
Resusciter le grand Roi d'Angolmois.
Avant apres Mars regner par bon heur.
1999年、7か月、
空から恐怖の大王が来るだろう、
アンゴルモアの大王を蘇らせ、
マルスの前後に首尾よく支配するために。
この詩が20世紀以降に大きな話題となったことはよく知られている。キーワードとなる「恐怖の大王」と「アンゴルモアの大王」については各記事に委ねるとして、ここでは原文の読み方について説明をしておく。
まず「1999年7か月」であるが、1999年7月と読まれることがしばしばある。そういう読み方も可能であるが、その場合、当時はユリウス暦の時代であったために現在のグレゴリオ暦に換算する必要があると指摘されている。ゆえに1999年7月の範囲は、グレゴリオ暦では1999年7月14日頃から1か月のこととなる。8月11日にはヨーロッパの一部などでは皆既日食が見られたため、そのことと結びつける論者もいる。なお、7月を表す単語は普通は juillet であるが、そのように書かずに敢えて sept mois （７の月） と書いたのは、septembre（9月）を指す婉曲語法で、実際には9月のことであるという指摘もある（sept は「７」の意で、septembre とは語源的には「7番目の月」という意味）。 
次に「恐怖の大王」であるが、「支払い役の大王」と読むべきだとする指摘もある。これは、上に引用したように1568年版の原文で "un grand Roi deffraieur" と書かれているためである（通常「恐怖の大王」と訳される原文は、"un grand Roi d'effrayeur" となっている）。
上の1568年版の原文はリヨン市立図書館の蔵書に基づくものだが、他方で同じ1568年版でも1940年にミュンヘンで刊行された影印本では "d'effraieur" となっており、ロンドンのウェルカム図書館の蔵書では "d'effrayeur" となっている。このような違いは、1568年版を刊行した業者ブノワ・リゴーが、1568年以後も「1568年」の表記を残したままで微調整した版を何度も出したためと推測されている。
これにより、どちらが本来の表記であるかについて、確定的な結論は出ていない。とりあえず、17世紀以降の版では圧倒的に "d'effrayeur" の表記が多く、"deffraieur" がほとんど引き継がれなかったのは事実である。
四行目は上で示した読み方のほか、不定形のregner を三人称直説法単純未来 regnera の語尾音省略と見なして Mars を主語にとり、「前後に、マルスが首尾よく統治するだろう」と訳されることもある。この場合、2行目の「来るだろう」の目的を表すのは3行目の「甦らせる」のみになる。
また、マルスはローマ神話の軍神であるが、フランス語では「火星」「3月」の意味もある。軍神の意味だったとしても、言葉通りの意味のほかに「戦争」の隠喩として用いられている可能性もある。
このような重層的な理由により、文学者や歴史学者たちの間でもこの詩の読み方が確定しているとは言い難い状況である。

## 校定版
ノストラダムスは、いい加減な暦書を刊行した業者を訴えたこともあるので、自身のテクストが正確に出版されることに注意を払っていたとされる。しかし、『予言集』は非常に多くの版を重ねたため、その過程で夥しい異文を生み出した。例えば、第1巻45番では、初版の「古代の行為の」（du faict antique）が、1588年パリ版では「古代の聖人の」（du sainct antique）に、1590年アントウェルペン版では「邪悪な行為の」（du faict inique）にそれぞれ変わっている。

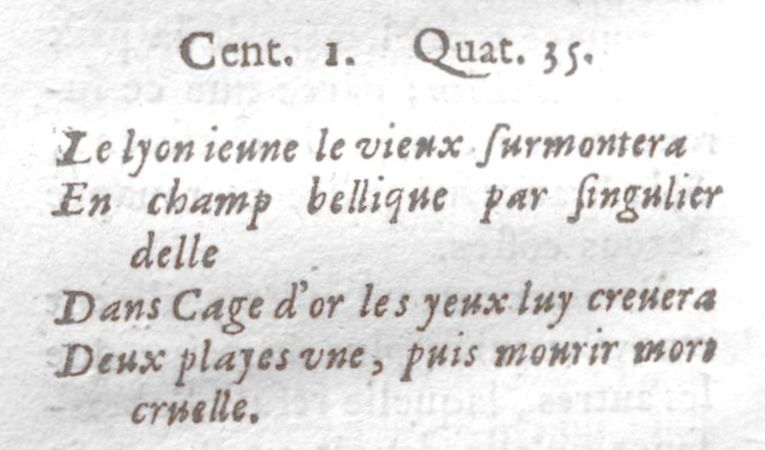
playesと書き換えられた原文（1656年）

これらには意図せざる誤植も混じっていたと思われるが、他方で解釈に合わせて原文を書き換える者も現れた。例えば、1656年の注釈書では、上掲の第1巻35番の解釈にあたり、四行目の「艦隊」（classes）が「傷」（playes）に書き換えられている。この改竄された原文は、1668年アムステルダム版など、17世紀後半の複数の版でも採用された。
こうした中、最初の校定版というべきものを編纂したのは、19世紀の注釈者ル・ペルチエである。彼の版は、そこに添えられた用語集ともども、現代の実証的な論者たちからも一定の評価はされている。20世紀に入ると、懐疑論者のエドガー・レオニも豊富な語注を添えた原文対訳を作成した。
その後発展した実証的な研究を踏まえた校定版には、ブランダムールのものがある。これは、原文比較、校訂、音韻論、用語解説、現代フランス語による釈義、コメントなどからなる重厚なもので、「フランス文学テクスト」叢書（ドローズ社）の一冊として刊行された。この校定版は第一序文と最初の353篇の四行詩しか対象にしていないものの、これ以降の実証的な研究では必ずといってよいほど参照されている重要なものであり、この叢書に含まれたことは、ノストラダムス研究が学術的考究の対象になったことの証左であるとも指摘されている。
残る詩篇については、パリ第12大学准教授のブリューノ・プテ＝ジラールが編纂した第7巻までを対象にしたものや、ピーター・ラメジャラーやジャン＝ポール・クレベールによる第10巻までを対象にしたものなどがある。プテ=ジラールの版はニューヨーク大学教授のリチャード・シーバースの英訳において、第4巻54番から第7巻42番までの底本に採用されているものだが、校訂自体は限定的なものであり、プテ＝ジラール自身が校訂版ではないと断っている。
用語集としては、マリニー・ローズ（マリー・ウジェニー・ロート＝ローズ）による『ノストラダムスの予言的著作の辞典』（2002年）がある。これは、彼女がリヨン第3大学で博士号を取得した際の学位論文の一部であり、三分冊で出版されたものの第三巻にあたる。

### 日本で刊行された『予言集』の訳書など
2012年時点では、16世紀仏文学・仏語学の知見に裏付けられた信頼の置ける全訳版は存在しない。過去に出版されたふたつの全訳本は、いずれも英語版からの重訳であり、翻訳の面で問題点がいくつもあると指摘されている。また、全ての原文が収録されたラメジャラーの『ノストラダムス予言全書』（東洋書林）には、要約のみで対訳がついていない。

## 関連年表
整理のために年表を掲げる。一部はノストラダムスの年表と重複する。
- 1555年5月4日 - 『予言集』初版が出版される。出版したのは、リヨンの出版業者マセ・ボノム。収録詩篇は第4巻53番まで。
- 1556年 -  アントワーヌ・クイヤールが『ル・パヴィヨン・レ・ロリ殿の予言集』を刊行する。これは『予言集』のパロディであり、最初の風刺文書である。
- 1557年9月6日 - 『予言集』の増補版が出版される。出版したのはリヨンの業者アントワーヌ・デュ・ローヌ。収録詩篇は第7巻42番まで。
- 1557年11月3日 - 『予言集』増補版の粗雑なコピーが刊行される。
- 1558年 - 『予言集』の完全版が出されたという説もある。
- 1561年頃 - 『予言集』の海賊版が刊行される。刊行したのはパリの業者バルブ・ルニョー。第7巻の73番以降と第8巻の番外詩は、この版が初出とされる。
- 1568年 -　現存する最古の『予言集』完全版が刊行される。全10巻。
- 1588年 - 翌年にかけてパリでは4版が刊行される（『予言集』の出版は20年ぶり[注釈 20]）。これは、ヴァロワ朝末期の政治情勢が関係したとされる。
- 1590年 - アントウェルペンで『予言集』が出版される。フランス以外で刊行された初めての版（対訳等はなし）。
- 1594年 - 元秘書シャヴィニーが『フランスのヤヌスの第一の顔』を出版する。これは、ノストラダムス予言の最初の解釈本に当たる。第11巻や第12巻の断片も、この本で初めて紹介された。
- 1605年 - 1605年版『予言集』が刊行される。出版地と出版社は記載されていないため不明（一説にはトロワ）。「予兆集」「六行詩集」が初めて組み込まれた。
- 1649年頃 - フロンドの乱の影響で、ジュール・マザランを貶めるための偽の詩篇を加えた偽「1568年リヨン版」『予言集』が刊行される。
- 1656年 - 解釈書『ミシェル・ノストラダムスの真の四行詩集の解明』が出版される。
- 1672年 - テオフィル・ド・ガランシエールによる英訳と解釈が収録された『予言集』が出版される。初の翻訳された版。
- 1672年 - ジャック・ド・ジャンが最初の解釈書を刊行する。
- 1693年 - バルタザール・ギノーが解釈書『アンリ2世からルイ大王までの歴史とノストラダムス予言集の一致』を出版する。1709年と1712年にも再版された。
- 1710年 - ジャン・ル・ルーが『ノストラダムスの鍵』を出版。『予言集』にラテン語の統辞法が用いられている可能性を初めて指摘した。
- 1715年 - D.D. 『王政復古以降のグレートブリテンの諸国王・女王の運命に関するミカエル・ノストラダムスの予言集』が出版される。英語で書かれた2例目の100ページ超の解釈書。
- 1840年 - 19世紀の三大解釈者の一人ウジェーヌ・バレストが『ノストラダムス』を出版する。
- 1860年 - 三大解釈者の一人アンリ・トルネ＝シャヴィニーが解釈書を出版し始める。
- 1867年 - 三大解釈者の一人アナトール・ル・ペルチエが解釈書と校定版の二巻本『ミシェル・ド・ノートルダム神託集』を出版する。
- 1891年 - チャールズ・ウォード『ノストラダムス神託集』（ロンドン）。ル・ペルチエの解釈が英語圏にも広められる。
- 1903年 - エクトール・リゴーの協力によって、現在までで最も多くの詩篇が収録された『予言集』が出版される。
- 1982年 - ウィーンのオーストリア国立図書館で『予言集』初版が発見される。
- 1983年 - アルビ市立図書館でも『予言集』初版が発見される。
- 1996年 - オランダのユトレヒト大学図書館で1557年9月6日版の『予言集』が確認される（2012年現在で現存はこの一例のみである）。
- 2010年 - パリのオークションに3例目の『予言集』初版が出品される。あわせて、従来は存在そのものが知られていなかった1561年版『予言集』（パリ、ニコラ・ビュフェ未亡人）も出品された[97]。